# Le Passé d'une illusion
Ne doit pas être confondu avec L'Avenir d'une illusion.
Le Passé d'une illusion. Essai sur l'idée communiste au XXe siècle est un essai de l'historien français François Furet publié en 1995.
L'ouvrage consiste à « retracer la mythologie de l'URSS et du communisme dans l'opinion en général ». En préface, Furet, qui a été militant du PCF entre 1949 et 1959 (à la fin de la période stalinienne), considère que lui aussi a fait partie des « illusionnistes-illusionnés qui ont bâti le mirage du communisme ». Dans la préface, il explique : « J'ai vécu de l'intérieur l'illusion dont j'essaie de remonter le chemin à une des époques où elle était la plus répandue […]. J'en suis sorti avec un début de questionnaire sur la passion révolutionnaire et vacciné contre l'investissement pseudo-religieux dans l'action politique ».
François Furet décrit son livre non comme un ouvrage historique, mais comme « un essai d'interprétation » selon une grille d'analyse politique tocquevilienne.
Le titre est une allusion à l'ouvrage de Sigmund Freud, L'Avenir d'une illusion.

## Synthèse
François Furet interprète ce qu'il appelle « l'idée du communisme », en partant d'un aperçu historique du régime bolchevik en Russie, puis de l'URSS. L'ouvrage s'attache en fait essentiellement à la période 1917-1953 (de la « révolution léniniste » jusqu'à la mort de Staline).
François Furet estime que le point de départ est la Première Guerre mondiale, qui « ouvre l'âge des catastrophes européennes ». Au regard du massacre et du traumatisme qu'elle provoque, les opposants à cette guerre, dont les bolcheviks, sortiront grandis de cette position.
Furet expose brièvement les parcours de différents militants de gauche face au bolchevisme : Léon Blum, Bertrand Russell, Boris Souvarine, ou encore Karl Kautsky qui en 1930 « dénonce en Staline un dictateur nationaliste et contre-révolutionnaire ». L'auteur considère que « ce sont les leaders de la gauche européenne qui sont le plus capables de construire une critique rationnelle du bolchevisme ». Par exemple « Rosa Luxemburg est la première à critiquer Octobre au nom du marxisme révolutionnaire ».
François Furet procède parfois à des comparaisons entre la Révolution russe et la Révolution française, soulignant parfois des points communs, parfois des différences, afin de gommer un calque idéologique entre octobre 1917 et 1793 opéré par des partisans du bolchévisme. Il rapproche également le Maccarthisme de la Terreur.
L'auteur estime que « la Russie de Lénine […] canalise des passions plus encore que des idées ». C'est pourquoi, certains intellectuels de l'époque ont eu de grandes difficultés à comprendre les particularités d'une révolution qui s'est dite à prétention universelle, tout en continuant sa propre tradition : « La révolution d'Octobre affiche la prétention de s'offrir en exemple à l'humanité, et d'abord à l'Europe. Prétention qui, prise en soi, n'est pas nouvelle dans l'histoire russe, mais dans une tout autre acception : celle du messianisme slavophile ». Ainsi, dès les années 1920, : « à la mythologie communiste naissante s'oppose une mythologie anticommuniste qui la conforte en la combattant. La IIIe Internationale prétend incarner la révolution mondiale du prolétariat, et les gouvernements bourgeois lui donnent aussitôt quitus de cette prétention ».
Après la mort de Lénine, « le premier bolchevisme est mort avec la victoire de Staline » ; « le deuxième bolchevisme, le national-bolchevisme, le bolchevisme stalinien, de quelque nom qu'on l'appelle, a rebondi sur l'échec du premier sans rien perdre de son pouvoir mythologique, en dépit de son repli national. Au contraire, force de son mythe, son image a grandi dans l'imagination des contemporains au moment de ses pires crimes ». Ainsi, dans les années 1930 on trouve parmi les admirateurs de l'URSS « une partie du patronat, pris d'enthousiasme devant les réalisations prévues ou proclamées du plan quinquennal ». François Furet souligne malgré tout que dès l'origine « qui voulait savoir le pouvait », et que le « prosoviétisme est indépendant de la nature du régime en question ».
L'examen des thèmes staliniens, comme le patriotisme et le mythe du chef charismatique, l'antilibéralisme radical (la haine du parlementarisme et de la bourgeoisie), l'antisémitisme, et l'utilisation de la violence ouvre des perspectives avec le fascisme : « L'ambiguïté du fascisme tient à ce qu'il est né comme frère ennemi du communisme […]. À l'heure de Staline, le communisme offre des traits inédits qui alimentent la tentation de l'analogie : un accent national, la construction d'un ordre nouveau, le culte du chef ». Prenant appui sur le « concept de totalitarisme », François Furet rapproche ces idéologies sans les confondre : « Fils de la guerre, bolchévisme et fascisme tiennent d'elle ce qu'ils ont d'élémentaire. Ils transportent dans la politique l'apprentissage reçu dans les tranchées : l'habitude de la violence, la simplicité des passions extrêmes, la soumission de l'individu au collectif, enfin l'amertume des sacrifices inutiles ou trahis ». Ainsi, jusqu'avant le déclenchement de la Seconde Guerre mondiale, la tentation fasciste n'empêche pas de regarder avec admiration « l'expérience soviétique ».
Après 1945, le Pacte germano-soviétique n'a guère écorné le prestige que l'URSS retirera de sa participation à la Seconde Guerre mondiale, « grande bénéficiaire de l'apocalypse nazie » : « Ainsi l'idée communiste rencontre cette conjoncture providentielle par où elle s'est approprié le monopole de la critique du capitalisme, tout en ayant retrouvé au prix du sang versé, cinq ans seulement après le pacte germano-soviétique, le premier rang du combat démocratique contre le fascisme ».
L'auteur adhère au PCF peu après la guerre. À l'époque, « le plaisir de la servitude volontaire s'épuise dans ces exercices successifs, dont l'histoire, par la bouche du Parti, ne cesse de renouveler les occasions ». Pour François Furet, la fin de l'adoration de l'URSS ne viendra pas de la mort de Staline en 1953 (« à la mort de Staline, les autorités des pays démocratiques louangent le dictateur en rappelant la victoire soviétique sur le nazisme »), mais des débats suscités par le Rapport Khrouchtchev en 1956 et dans les années suivantes : « le rapport secret […] invite plutôt les nostalgiques de Staline à la retraite en bon ordre qu'au démenti et à la contre-offensive ».
Alors qu'à l'Ouest « l'URSS fait depuis si longtemps partie du mobilier international que personne n'en souhaite la disparition, même parmi ses adversaires les plus constants », l'URSS disparaît en 1991 sous le coup des révoltes populaires dans les pays du bloc de l'Est, ainsi que du refus de Mikhaïl Gorbatchev d'utiliser la répression contre elles.

## Distinctions
- Le Passé d'une illusion a reçu le Prix du livre politique, décerné par l'Assemblée nationale, en 1995, le prix Chateaubriand et le grand prix Gobert de l'Académie française.